# Riourik II
Riourik ou Rurik Rostislavitch (en russe : Рюрик Ростиславич et en ukrainien : Рюрик Ростиславич), dit Rurik II de Kiev, est un prince du Rus' de Kiev de la dynastie des Riourikides (né à une date inconnue et mort en 1214 à Tchernigov), qui régna en 1173, en 1181, de 1194 à 1201, de 1203 à 1204, de 1205 à 1206, puis de 1207 à 1210.
Fils de Rostislav Ier et d'une femme inconnue, il est également prince d'Ovroutch de 1167 à 1194, prince de Novgorod de 1170 à 1171, prince de Belgorod Kievsky de 1173 à 1194, et prince de Tchernigov de 1210 à 1214.

## Biographie
Il est mentionné pour la première fois en 1157 lors d'une campagne contre la principauté de Tourov. En 1167, il devient prince d'Ovroutch à la mort de son père. Peu de temps après, il s'allie à André Bogolioubski lors d'une campagne à Novgorod en 1170. En 1171, son frère Roman Ier, lui donne la ville de Belgorod.
En 1173, il est à la suite des problèmes de succession pour le trône kiévien nommé pour la première fois « prince de Kiev », mais il est remplacé peu de temps après par un de ses cousins, Vsevolod III (le fils cadet de Iouri Dolgorouki, lui-même oncle de Rostislav Ier, le père de Rurik).
En 1181, il se retrouve une seconde fois à la tête de la ville de Kiev, co-régnant sur la principauté avec le prince Sviatoslav III (s'arrangeant avec lui pour régner conjointement, et ce jusqu'à la mort de Sviatoslav).
En 1187, il aide son gendre et cousin Roman Mstislavich (le mari de sa fille Predslava) à récupérer ses terres en Halych (Galicie).
Entre 1174 et 1194, il remporte de nombreux combats contre les hordes de Polovtses (appelés aussi les Coumans), mais perd une bataille cruciale avec son frère David contre ces derniers en 1176, ce qui força son frère Roman à quitter le trône de Kiev.
En 1194, il devient de nouveau prince de Kiev, et ce pour la troisième fois, faisant son entrée solennelle dans la ville.
Le 17 mai 1195, Rurik II hérite de nombreuses terres en Russie kiévienne, et dirige désormais Torchesk, Tripolye, Korsoun, Bogouslav ainsi que Kaniev, qu'il finit par échanger avec son cousin Vsevolod « le Grand Nid » contre une somme d'argent conséquente et d'autres domaines. Vsevolod III donne ensuite Torchesk à son beau-fils, le fils de Rurik, Rostislav. Ayant appris la nouvelle, Roman accusa Rurik d'avoir tout manigancé pour donner le pouvoir à son fils depuis le début, avant de lui déclarer la guerre (aidé par son cousin Iaroslav Vsevolodovitch de Tchernigov, fils de Vsevolod II de Kiev). Les princes finissent par se réconcilier, et Rurik II donne alors à Roman la ville de Polonyy (au sud-ouest de Kamenets-Podolski) et des terres sur la rivière Ros.
Durant l'automne 1196, Roman Mstislavitch décide de se servir de la ville de Polonyy comme base arrière pour effectuer des raids sur les terres du frère de Rurik, David de Smolensk, et de son fils Rostislav de Torchesk. Pour se venger, Rurik décide d'envoyer son neveu Mstislav Mstislavich « le Téméraire » chez Vladimir Iaroslavitch d'Halych pour s'allier avec lui dans le but d'attaquer les terres de Roman. Une nouvelle guerre civile éclate alors, et Roman le Grand finit alors par répudier sa femme Predslava (la fille de Rurik), menaçant de la confiner dans un monastère.
En 1201, il est détrôné de Kiev par son ex-gendre Roman Mstislavich dit « le Grand » de Galicie, qui donne le trône à Ingwar (un autre cousin de Rurik). Il reste alors quelque temps dans la ville de Tchernigov (où il fait notamment construire l'église de Saint-Paraskebas).
Rurik reprend pourtant le pouvoir peu de temps après, lorsqu'il attaque et pille Kiev en 1203 avec une armée composée de Polovtses et de cousins riourikides.
Puis en 1204, Roman le Grand, après une fausse réconciliation avec lui, le fait arrêter (avec sa femme et sa fille Predslava, l'ex-femme de Roman), l'enferme dans un couvent et le fait tonsurer. Il doit néanmoins le libérer rapidement sous la pression de Vsevolod « le Grand Nid », grand-prince de Vladimir.
De 1205 à 1210, il règne de nouveau sur la ville de Kiev, mais il est détrôné entre 1206 et 1207 par son lointain cousin Vsevolod IV, un fils de Sviatoslav III (qui lui, ne fait pas partie de la branche des Monomaque), qui prétexta que le passé monastique de Rurik rendait son pouvoir invalide. À la suite d'une nouvelle guerre civile, il est à nouveau chassé de Kiev en 1210 par Vsevolod IV de Kiev.
Retiré dans sa principauté d'Ovroutch, il meurt en 1214 en captivité à Tchernigov. Son règne chaotique est l'illustration de l'irrémédiable décadence dans laquelle avait sombré la Russie de Kiev.

## Famille

### Unions et descendance
Rurik avait épousé en premières noces en 1163 une fille de Bielok, Khan des Polovtses. Puis en secondes noces, il épouse Anne, fille du prince Georges de Tourov dont il eut :
- Anastasie, épouse en 1182 Gleb, prince de Tchernigov ;
- Predslava (morte en 1202), épouse de Roman Mstislavich prince de Galicie, divorce en 1198 ;
- Iaroslava, épouse en 1187 Sviatoslav Igorevitch (fils d'Igor Sviatoslavitch) ;
- Rostislav II de Kiev (1172-1218), prince de Kiev en 1205 ;
- Vseslava, épouse en 1199 Iaroslav Glebovitch, prince de Riazan ;
- Vladimir IV de Kiev (1187 – 3 mars 1239), prince de Kiev.

### Ancêtres
|  |                            |  |  |  |  |  |  |  |  |  |  |  |  |  |  |  |
|  | 16. Vsevolod Ier de Kiev   |  |  |  |  |  |  |  |  |  |  |  |  |  |  |  |
|  |                            |  |  |  |  |  |  |  |  |  |  |  |  |  |  |  |
|  |                            |  |  |  |  |  |  |  |  |  |  |  |  |  |  |  |
|  | 8. Vladimir II Monomaque   |  |  |  |  |  |  |  |  |  |  |  |  |  |  |  |
|  |                            |  |  |  |  |  |  |  |  |  |  |  |  |  |  |  |
|  |                            |  |  |  |  |  |  |  |  |  |  |  |  |  |  |  |
|  | 17. Anastasia de Byzance   |  |  |  |  |  |  |  |  |  |  |  |  |  |  |  |
|  |                            |  |  |  |  |  |  |  |  |  |  |  |  |  |  |  |
|  |                            |  |  |  |  |  |  |  |  |  |  |  |  |  |  |  |
|  | 4. Mstislav Ier            |  |  |  |  |  |  |  |  |  |  |  |  |  |  |  |
|  |                            |  |  |  |  |  |  |  |  |  |  |  |  |  |  |  |
|  |                            |  |  |  |  |  |  |  |  |  |  |  |  |  |  |  |
|  | 18. Harold II d'Angleterre |  |  |  |  |  |  |  |  |  |  |  |  |  |  |  |
|  |                            |  |  |  |  |  |  |  |  |  |  |  |  |  |  |  |
|  |                            |  |  |  |  |  |  |  |  |  |  |  |  |  |  |  |
|  | 9. Gytha de Wessex         |  |  |  |  |  |  |  |  |  |  |  |  |  |  |  |
|  |                            |  |  |  |  |  |  |  |  |  |  |  |  |  |  |  |
|  |                            |  |  |  |  |  |  |  |  |  |  |  |  |  |  |  |
|  | 19. Édith Swanneck         |  |  |  |  |  |  |  |  |  |  |  |  |  |  |  |
|  |                            |  |  |  |  |  |  |  |  |  |  |  |  |  |  |  |
|  |                            |  |  |  |  |  |  |  |  |  |  |  |  |  |  |  |
|  | 2. Rostislav Ier           |  |  |  |  |  |  |  |  |  |  |  |  |  |  |  |
|  |                            |  |  |  |  |  |  |  |  |  |  |  |  |  |  |  |
|  |                            |  |  |  |  |  |  |  |  |  |  |  |  |  |  |  |
|  | 20. Stenkil de Suède       |  |  |  |  |  |  |  |  |  |  |  |  |  |  |  |
|  |                            |  |  |  |  |  |  |  |  |  |  |  |  |  |  |  |
|  |                            |  |  |  |  |  |  |  |  |  |  |  |  |  |  |  |
|  | 10. Inge Ier de Suède      |  |  |  |  |  |  |  |  |  |  |  |  |  |  |  |
|  |                            |  |  |  |  |  |  |  |  |  |  |  |  |  |  |  |
|  |                            |  |  |  |  |  |  |  |  |  |  |  |  |  |  |  |
|  | 21. Ingemo                 |  |  |  |  |  |  |  |  |  |  |  |  |  |  |  |
|  |                            |  |  |  |  |  |  |  |  |  |  |  |  |  |  |  |
|  |                            |  |  |  |  |  |  |  |  |  |  |  |  |  |  |  |
|  | 5. Christine Ingesdotter   |  |  |  |  |  |  |  |  |  |  |  |  |  |  |  |
|  |                            |  |  |  |  |  |  |  |  |  |  |  |  |  |  |  |
|  |                            |  |  |  |  |  |  |  |  |  |  |  |  |  |  |  |
|  | 22. Sigtorn                |  |  |  |  |  |  |  |  |  |  |  |  |  |  |  |
|  |                            |  |  |  |  |  |  |  |  |  |  |  |  |  |  |  |
|  |                            |  |  |  |  |  |  |  |  |  |  |  |  |  |  |  |
|  | 11. Hélène de Suède        |  |  |  |  |  |  |  |  |  |  |  |  |  |  |  |
|  |                            |  |  |  |  |  |  |  |  |  |  |  |  |  |  |  |
|  |                            |  |  |  |  |  |  |  |  |  |  |  |  |  |  |  |
|  | 1. Rurik II de Kiev        |  |  |  |  |  |  |  |  |  |  |  |  |  |  |  |
|  |                            |  |  |  |  |  |  |  |  |  |  |  |  |  |  |  |
|  |                            |  |  |  |  |  |  |  |  |  |  |  |  |  |  |  |
|  | 3. Femme inconnue          |  |  |  |  |  |  |  |  |  |  |  |  |  |  |  |
|  |                            |  |  |  |  |  |  |  |  |  |  |  |  |  |  |  |
|  |                            |  |  |  |  |  |  |  |  |  |  |  |  |  |  |  |

## Galerie

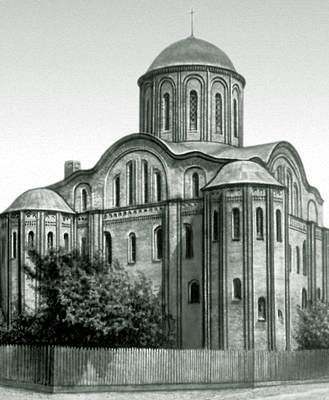
L'église Saint-Basile construite par Rurik II à Ovroutch.